# AR-15 (minialbum)
AR-15 – minialbum studyjny polskiego rapera Pei, wydanego pod szyldem Peja/Slums Attack oraz wrocławskiego producenta Magiery. Płyta wydana 18 grudnia 2020 przez RPS Enterteyment, ukazała się w limitowanym nakładzie pięciu tysięcy sztuk.

## Lista utworów
| Nr | Tytuł utworu | Długość |
| -- | --- | ------- |
| 1. | „AR-15 (Zawartość kontrowersyjna)” | 2:51    |
| 2. | „Paradoks szympansa” | 2:54    |
| 3. | „Next Level” (gościnnie: M-Dot & DVJ. Rink)                                                                                           | 3:05    |
| 4. | „OMOTIOW” | 3:53    |
| 5. | „Richtown” | 3:08    |
| 6. | „Red Zone” | 3:06    |
| 7. | „Zwiększamy zasięg” (gościnnie: Kool G Rap)                                                                                           | 3:49    |
| 8. | „Richtown (Extended version)” (gościnnie: Gandzior, Kobra, Respo, Deep, Bandura, Grzybek, Simpson, BJN, Peleoko, Hans, Fazi & Iceman) | 7:30    |
| 9. | „Flamenco” | 3:02    |
|    | | 33:18   |

## Listy sprzedaży
| Kraj          | Lista | Pozycja |
| ------------- | ----- | ------- |
| Polska (ZPAV) | OLiS  | 5       |